# Wdowy (dramat)
Wdowy – dramat Sławomira Mrożka napisany w Meksyku na początku lat 90. i opublikowany w 1992 roku. Był wielokrotnie grywany na deskach polskich teatrów. Między innymi w: Teatrze im. Stefana Żeromskiego w Kielcach, Teatrze Mazowieckim w Warszawie oraz Teatrze Rampa w Warszawie. Akcja dramatu rozgrywa się w nieznanej kawiarni, w której spotykają się dwie wdowy. W trakcie rozmowy dochodzą one do wniosku, że ich zmarli – tego samego dnia rano – mężowie, zginęli pojedynkując się. Okazało się również, że mąż pierwszej wdowy zdradzał ją z drugą wdową, a mąż drugiej wdowy zdradzał ją z pierwszą wdową. Z kolei w drugiej części utworu, bohaterami są dwaj mężczyźni, którzy próbują zająć pierwszy stolik w kawiarni. Osobami łączącymi obie części są kelner oraz Śmierć, przedstawiona jako ubrana na czarno kobieta. Dwie wdowy biorą ją za trzecią wdowę, a mężczyźni adorują ją i opowiadają o zdarzeniach, które miały miejsce w Ogrodzie Zoologicznym. Wdowy zostały napisane przez Mrożka po przebyciu poważnej choroby. Lekkie i humorystyczne podejście do śmierci stanowi odwołanie do kultury meksykańskiej, gdzie tematyka ta podejmowana jest w sztuce zupełnie inaczej, niż w tradycji europejskiej.